# (6683) Karachentsov
(6683) Karachentsov est un astéroïde de la ceinture principale.

## Description
(6683) Karachentsov est un astéroïde de la ceinture principale. Il fut découvert le 1er avril 1976 à Naoutchnyï par Nikolaï Tchernykh. Il présente une orbite caractérisée par un demi-grand axe de 3,09 UA, une excentricité de 0,09 et une inclinaison de 14,6° par rapport à l'écliptique.

## Compléments